# Wojciech Zieleński
Wojciech Zieleński – chorąży piński od 1668 roku, podsędek piński w latach 1662-1668, podstarosta piński w latach 1658-1661, stolnik piński w latach 1657-1661.
Poseł piński na sejm zwyczajny 1664/1665 roki i drugi sejm zwyczajny 1666 roku.